# Leatettix
Leatettix is een geslacht van rechtvleugeligen uit de familie Lentulidae. De wetenschappelijke naam van dit geslacht is voor het eerst geldig gepubliceerd in 1956 door Dirsh.

## Soorten
Het geslacht Leatettix omvat de volgende soorten:
- Leatettix laticornis Dirsh, 1956
- Leatettix nasuta Brown, 1960